# Erling Næss
Erling Næss (Trondheim, 17 gennaio 1947) è un ex calciatore norvegese, di ruolo centrocampista.

## Carriera

### Club
Næss giocò per il Rosenborg dal 1968 al 1978, collezionando 171 presenze e 13 reti in incontri ufficiali. In squadra, vinse due campionati (1969 e 1971) e un'edizione della Norgesmesterskapet (1971).

## Palmarès

### Club

#### Competizioni nazionali
- Campionato norvegese: 2

Rosenborg: 1969, 1971
- Coppa di Norvegia: 1

Rosenborg: 1971